# Norme (échecs)
Pour les articles homonymes, voir Norme (homonymie).

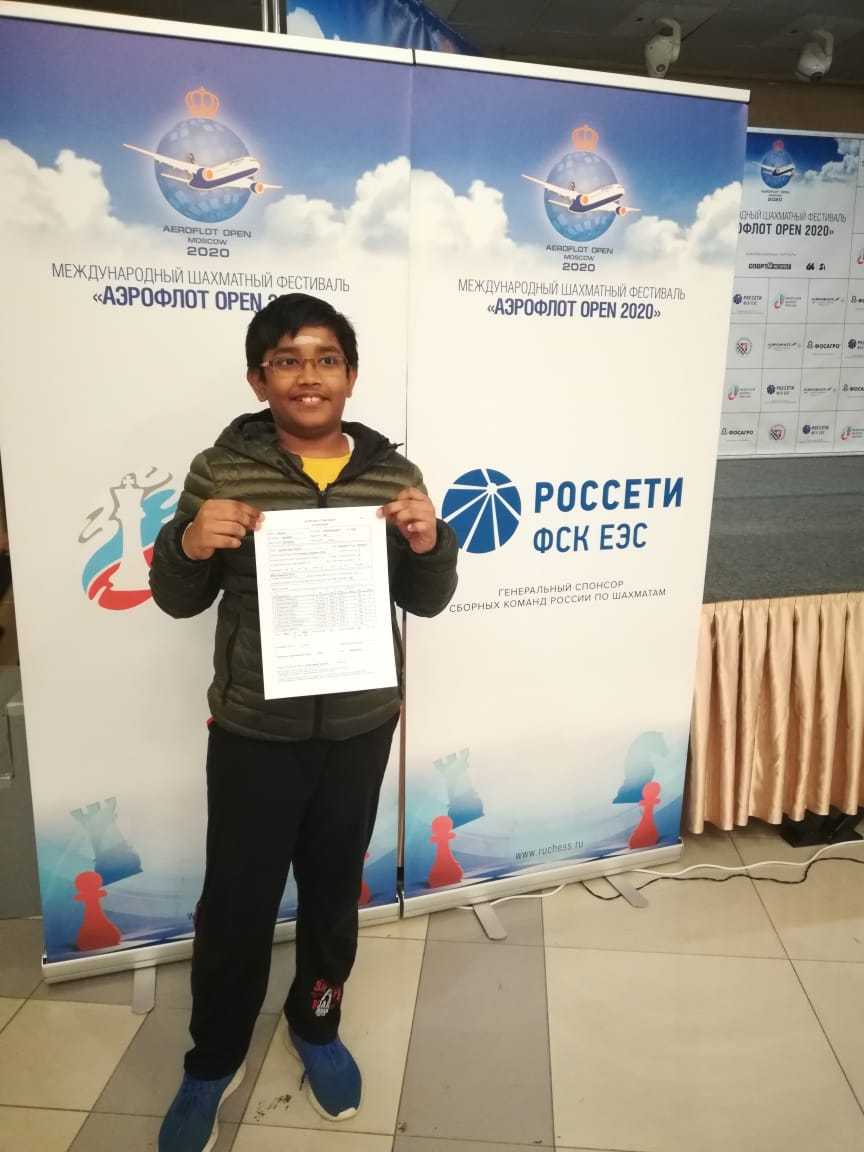
Le maître international montre le certificat de sa première norme de grand maître international.

Aux échecs, une norme est un résultat à réaliser afin d’obtenir un des titres délivrés par la FIDE, c'est-à-dire ceux de maître international (mixte ou féminin) et grand maître international (mixte ou féminin). Ce résultat est pris à l'issue d'un tournoi d'échecs, les résultats minimums à obtenir étant conditionnés par un ensemble de paramètres lors du tournoi, dont la performance Elo.
Les objectifs de classement ne sont pas considérés comme des normes, ce qui exclut les titres de maître FIDE (mixte ou féminin) et candidat maître (mixte ou féminin). Il existe également des titres nationaux gérés par les fédérations nationales, mais qui ne requièrent pas de normes.

## Règlement
En règle générale cette performance est de 2600 points Elo pour le titre de grand maître international, 2450 points pour le titre de maître international, 2400 points pour le titre de grand maître international féminin et 2250 points pour le titre de maître international féminin.
Cette performance doit être réalisée face à une moyenne Elo des adversaires supérieure ou égale à un seuil plancher : 2380 points pour le titre de grand maître international, 2230 points pour le titre de maître international, 2180 points pour le titre de grand maître international féminin et 2030 points pour le titre de maître international féminin.
Pour que la norme d’un joueur soit valide, il faut que le joueur en question ait rencontré des membres d’au moins deux autres fédérations que la sienne (un joueur sous bannière FIDE ne compte pas),, et qu’au moins un tiers de ses adversaires possède le titre convoité ou un titre supérieur.

## Attribution du titre
Le titre est attribué par la fédération internationale des échecs lorsqu’au moins deux normes ont été réalisées couvrant au moins 27 parties, avec un minimum de 9 parties à chaque fois, sauf exceptions (8 dans le cas d'un « bye » ou d'un forfait par exemple, et 7 dans de très rares cas). Un excédent d'un point ou plus compte comme une ou plusieurs parties jouées en plus.
Un joueur ayant réalisé une norme complète au cours d'un tournoi peut ignorer les parties jouées par la suite.
En outre, un classement Elo minimum est requis : 2500 pour le titre de grand maître, 2400 pour celui de maître international, 2300 pour grand maître féminin et 2200 pour maître international féminin.
|                                          | Performance Elo à atteindre | Moyenne des classements Elo des adversaires rencontrés dans le tournoi | Classement Elo minimum pour l'obtention du titre |
| ---------------------------------------- | --------------------------- | ---------------------------------------------------------------------- | ------------------------------------------------ |
| Grand maître international (GMI)         | 2 600                       | 2 380                                                                  | 2 500                                            |
| Maître international (MI)                | 2 450                       | 2 230                                                                  | 2 400                                            |
| Grand maître international féminin (GMF) | 2 400                       | 2 180                                                                  | 2 300                                            |
| Maître international féminin (MIF)       | 2 250                       | 2 030                                                                  | 2 200                                            |

Un joueur doit donc réussir deux normes successives, puis (s'il n'a pas encore atteint ce classement), obtenir un classement Elo minimum pour se voir décerner le titre.

## Norme de solutionniste
Une norme de grand maître international pour la composition échiquéenne ne peut être obtenue que dans un tournoi de résolution de problèmes d'échecs réunissant au moins 5 solutionnistes ayant, soit le titre de grand maître et un classement de solutionniste minimum de 2550 points, soit un classement de solutionniste minimum de 2600 points.
Pour obtenir la norme de grand maître il faut obtenir une performance de 2600 points minimum sur le tournoi et être dans les « n » premiers du classement, n étant le nombre de solutionnistes ayant un classement de solutionniste de 2600 points minimum.
Le même principe est appliqué pour les normes de maître international et de maître FIDE, mais les limites sont respectivement de 2500 et 2400 points.